# Central nuclear Maine Yankee

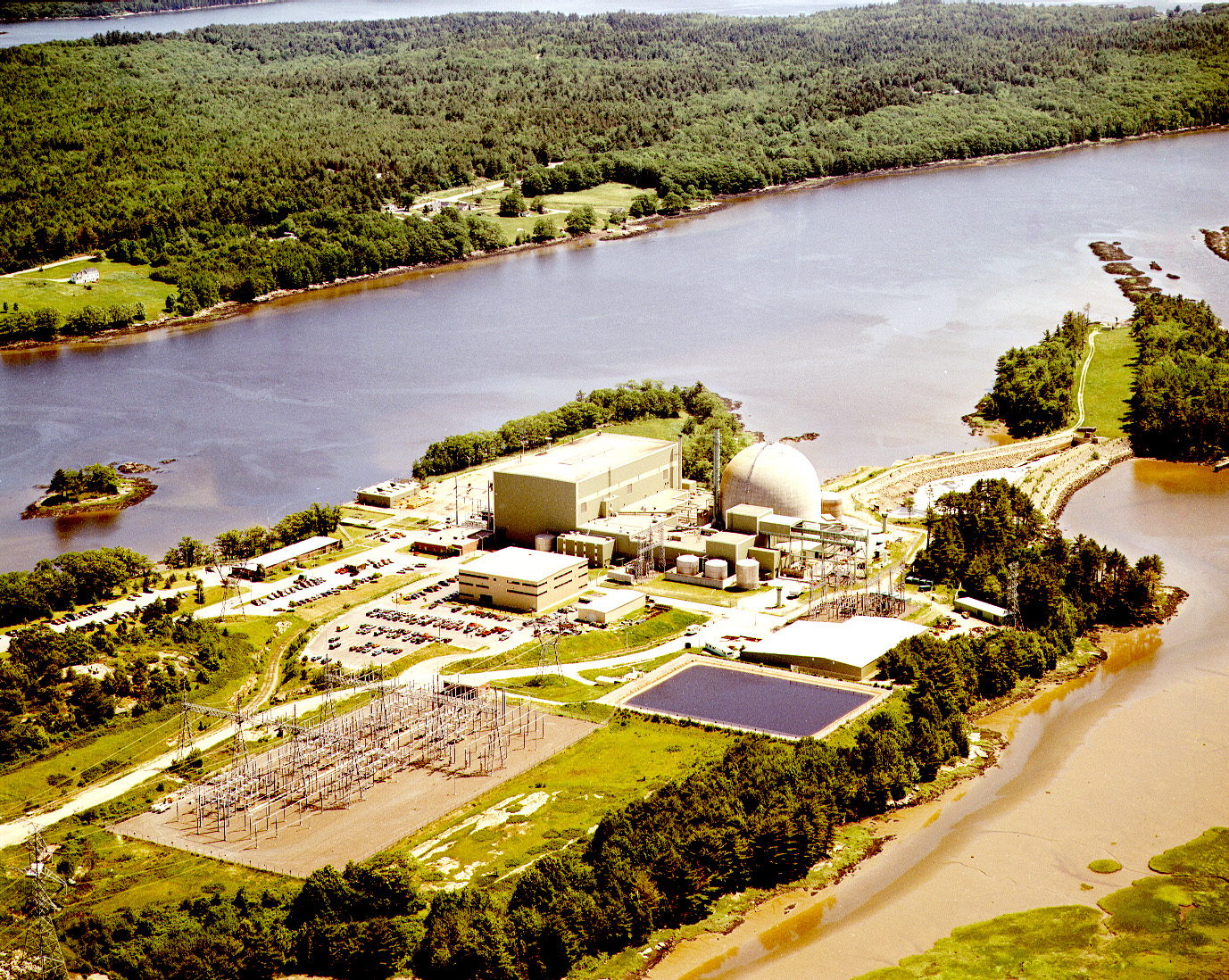
Imagen aérea que muestra las instalaciones de la central

Maine Yankee era una central nuclear construida en la península de Bailey en el pueblo de Wiscasset, estado de Maine, Estados Unidos.

## Orígenes
La Maine Yankee Atomic Power Company se constituyó en 1966, cuando se hicieron planes para un reactor de agua a presión en Wiscasset. La construcción durante cuatro años con un coste de 231 millones de dólares, se inició en 1968 y finalizó en 1972 en cuyo momento se inició su funcionamiento comercial. Inicialmente, Maine Yankee Power Co. Tenía un permiso para el funcionamiento de la planta durante 40 años.

## Funcionamiento
Durante sus 25 años de funcionamiento como la única planta de energía nuclear en Maine, la planta generó la mayoría de la energía de Maine. El año más productivo de Maine Yankee se consiguió en 1989 cuando la cantidad de energía media producida alcanzó los 6.900 gigavatios por hora. La mayor punta de generación registrada fue de 118.700 gigavatios por hora.

## Oposición
Durante los años 80, cuando la oposición nuclear fue alimentada por la cercana pérdida de Three Mile Island, varios intentos para cerrar la planta fueron derrotados. Todos los referéndums de los años 1980, 1982 y 1987 fracasaron, a pesar de la fuerte oposición.

## Problemas
En 1994, se descubrieron roturas en las canalizaciones del generador de vapor de la planta. Se tomaron medidas y la planta fue cerrada temporalmente en 1995 para realizar reparaciones para solventar el problema. La planta fue abierta de nuevo posteriormente hasta 1996 cuando fue cerrada otra vez.

## Cierre
En 1997, las compañías con derechos de propiedad en Maine Yankee tomaron la decisión de que la planta no podría volver a funcionar de nuevo con criterios de rentabilidad debido a la aprobación en mayo de 1997 del Acta de reestructuración eléctrica de Maine. Con electricidad más barata cruzando la frontera de Maine, sin el beneficio del estado de monopolio, la planta ya no era viable económicamente. El proceso de planificación de la desinstalación tras el cierre oficial empezó poco después.

## Desinstalación
El proceso de ocho años con un coste de 500 millones de dólares se extendió entre 1997 hasta el 2005. En el 2000, las primeras estructuras fueron desmontadas. En el 2003, la sección del reactor de la planta fue trasladada a un emplazamiento seguro en Carolina del Sur, mediante una gabarra. Finalmente, en 2004, el edificio de contención fue dinamitado. En el 2005, aún se seguía retirando el peligroso material radiactivo. El proceso finaliza a fines del 2005 cuando se retira el terreno afectado por la radiactividad y se planta de hierba la superficie.

## Restauración y usos
Con datos a 2006, los 3.2 km² de terreno ocupado por Maine Yankee está en los estadios finales de restauración. El uso futuro de este emplazamiento podría incluir usos comerciales o municipales. No obstante, las 1.400 barras de combustible gastadas que están cerradas en el propio emplazamiento deben ser vertidos, un proceso que parece necesitar más de 20 años debido a problemas políticos en la instalación propuesta de Yucca Mountain en Nevada. Hasta que tales problemas se solucionen, el futuro de Maine Yankee todavía está pendiente.
- Datos: Q1516627
- Multimedia: Maine Yankee Nuclear Power Plant / Q1516627